# La Sonora Dinamita
La Sonora Dinamita est un groupe de cumbia colombien-mexicain.

## Biographie

### Débuts et séparation (1960—1963)
Le groupe est formé en 1960 à Carthagène des Indes, le chanteur étant Lucho Argaín. La Sonora Dinamita se sépare rapidement trois ans plus tard, en 1963. Bien qu'ils aient eu un impact depuis leurs premiers enregistrements, les musiciens qui en faisaient partie étaient grands et reconnus, si bien que chacun d'entre eux a décidé de poursuivre ses projets personnels. Cependant, leurs enregistrements musicaux ont continué à se répandre sur le continent. Au Mexique, la société Discos Peerless passe un accord avec Discos Fuentes pour commencer à les distribuer au milieu des années 1960, le succès a été immédiat parmi les Mexicains, et des années plus tard, la société présente un album studio pour le marché mexicain avec des tubes du groupe colombien.

### Seconde formation (1977—1999)
En 1977, la maison de disques Discos Fuentes fait à nouveau appel à Lucho Argaín pour réactiver les enregistrements de Sonora Dinamita. Dans leur deuxième étape, ils présentent leur quatrième production musicale intitulée La Explosiva et ont une fois de plus réactivé leur public avec des succès tels que Del montón, Maicito a otro pollo, Guitarra amiga, Ave de paso, Negro maluco et Ja ja venao.
Leur cinquième album, El Meneíto, sorti en 1976, comprend Se me perdió la cadenita, un succès retentissant et avec lequel leur présence sur le marché mexicain est écrasante. Ce travail permet également à La Sonora Dinamita de se placer pour la première fois dans le célèbre spectacle de variétés musicales, 14 Cañonazos Bailables. Cette chanson apparaîtra également dans le jeu vidéo Grand Theft Auto V, sorti en 2013, sur l'une des stations de radio, plus précisément East Los FM.
Le 1er juin 1979, ils se produisent au Los Angeles Hall à Mexico, au Mexique. Il s'agissait de leur première sortie internationale. Le groupe avait enregistré son sixième album studio. Suivies de multiples représentations à travers les Amériques, elles réussissent à conquérir le marché européen. En 1989, par exemple, ils effectuent leur première tournée en Europe, et en 1991, à New York, ils se produisent pour la première fois au Madison Square Garden.
Les années 1980 apportent de nouveaux succès pour le groupe. Des chansons comme Maruja, Las Velas encendidas, El Lagunero, Feliciana, Cumbia de la cadenita, Cumbia del espejo, Cumbia barulera, Del montón, La Cumbia del sida, Virgen de la candelaria, Pilar, et De nuevo el tao tao, entre autres, sortent. En 1981, Mélida Yará, surnommée « La India Meliyará » devient la chanteuse leader du groupe, qui a connu ses plus grand succès à cette époque. Aux États-Unis, le groupe a fait des tournées nommées « LA Internacional Sonora Show » organisées par Kiko Vargas Jr., fils de l'organisateur des tournées LA Internacional Sonora Show.

### Années 2000—2020
Ils sortent A mover el cu en 2003, qui est un album enregistré pour Discos Fuentes dans les studios JGS à Monterrey, Nuevo León, au Mexique. De ce travail, la chanson qui a donné son nom à la production, avec des arrangements musicaux d'Eddy Guerra, devient un succès. Plus tard, ils sortent ensuite Cumbia universal en 2005. En 2013, en reconnaissance de ses 50 ans de travail artistique, la société programme un double album compilation numérique de sa carrière musicale. En 2014, il fait de nouveau parler de lui grâce à la sortie des singles Mi movimiento qui a été publié sur l'album numérique Salsa, champeta y tropical, Fiesta latina, et, orazón mentiroso, qui a réussi à se positionner comme l'un des tubes de 14 Cañonazos Bailables vol.54.
Nombre des artistes qui sont passés par les rangs de La Sonora Dinamita sont aujourd'hui des noms établis dans le monde artistique. Après la mort de Lucho Argain, le groupe a dû faire face à un problème de droits sur le nom original, car plusieurs groupes s'appelant Sonora Dinamita ont commencé à apparaître, la maison de disques a donc choisi différents représentants dans le monde entier pour se produire en leur nom au profit de leur marque.

## Membres
- Armando Hernández: né à Magangué, Bolívar, le 4 février 1945.
- Bibiana Marcela Ramírez: née à Itagüí, 11 juillet 1973.
- Bobby Ruiz (Rafael Enrique Ruiz Romero): né à Carthagène le 6 juillet 1926.
- Glenis Ramírez, née à Carthagène, a chanté les tubes La sombra et Recuerdos y Luna de Laredo.
- Juliette (Myriam del Socorro Valencia Mazo): née à Medellín le 25 août 1958. Elle a chanté El africano, Electricidad et Me duele el corazón.
- La India Meliyará (Mélida Yará Yaguma, surnommée ainsi car elle a du sang indien (pijaos): née à Natagaima, Tolima le 16 juin 1956.
- Leidy (Leidy Ballesteros): née à Medellín, épouse d'Edmundo Arias et chanteuse de boléros.
- Louis Towers: né à Palenque en 1962
- Lucho Argaín (Luis Pérez Cedrón): né à Carthagène le 20 février 1927  et décédé le 15 février 2002 à Carthagène. L'album Historia musical de Lucho Pérez lui rend hommage.
- Luz Estella Montoya: né à Medellín, a chanté le tube La frutera.
- Margarita (Margarita Vargas): née à Barranquilla, a popularisé A mover la colita.
- Mónica Guzmá: née à Bello.
- Nando Malo, né à Barranquilla le 3 juin 1960
- Rodolfo (Marco Tulio Aicardi Rivera): né à Magangué, Bolívar, le 23 mai 1946. Auteur de La cumbia de mi pueblo.
- Óscar Luis Argaín, fils de Lucho Argaín: né à Carthagène, a chanté les tubes El salchichón et Son dos.
- Zoila Nieto

## Discographie
- 1958 : Fiesta en el Caribe
- 1960 : Ritmo
- 1963 : Dinamita
- 1982 : La Cumbia nació en Barú
- 1987 : 16 Grandes exitos
- 1988 : 30 Pegaditas de oro Vol.1
- 1990 : 16 Supercumbias
- 1991 : La Sonora Dinamita Gold
- 1993 : Chispeante
- 1994 : Super Exitos Vol 1
- 1996 : Super Exitos Vol.2
- 1997 : La Reina de La Cumbia
- 1999 : La Mera Mera
- 1999 : A Mover la colita
- 1999 : 30 Pegaditas de oro
- 2002 : Canta como - Sing Along: La Sonora Dinamita
- 2005 : Dinamitazos de oro decada de los 80
- 2011 : 20 Grandes exitos
- 2014 : La Tropicalisima Sonora Dinamita
- 2014 : La Suprema Sonora Dinamita
- 2014 : Historia Musical de La Sonora Dinamita
- 2014 : Una Leyenda - La Sonora Dinamita
- 2014 : Grandes Hits La Sonora Dinamita
- 2014 : Esto si es Dinamita
- 2014 : La Gran Sonora Dinamita y sus estrella
- 2014 : Cumbia caliente con La Sonora Dinamita
- 2014 : A Mover el Cucu
- 2014 : Que nadie sepa mi sufrir - Amor de Mis Amores
- 2015 : La Vibrante Sonora Dinamita
- 2015 : Exitos tropicosos
- 2015 : Los Mechones
- 2016 : Juntos por La Sonora
- 2019 : La Copa de la vida